# 阿钦安阿纳雨林
14°27′S 49°42′E / 14.450°S 49.700°E
阿钦安阿纳雨林（英語：Rainforests of the Atsinanana；法語：Les forêts humides de l'Atsinanana）位于印度洋岛国马达加斯加东北部，于2007年6月27日在第三十一届世界遗产大会上被评选为世界自然遗产。

## 概况
阿钦安阿纳雨林由分布于马达加斯加岛东部的6个国家公园组成。这片残余的雨林对维持马达加斯加生物多样性所需的生态过程极为重要，而此一生物多样性反映出该岛的地质历史。
自从在6000万年前与大陆分离后，马达加斯加岛上的动植物一直在封闭的环境中自我演化。阿钦安阿纳雨林内生活的动植物有80%~90%为此地独有的物种，因此该雨林对保存和挽救这些稀有或濒危物种，尤其是其中的灵长类动物，具有极其重要的意义。
截止2007年的统计结果表明，马达加斯加岛上123种非飞行性哺乳动物（包括至少25种狐猴）中有78种出现在本区内，包括72种世界自然保護聯盟瀕危物種紅色名錄中收录的物种。

## 瀕危世界遺產
基於當地的非法伐木活動頻繁，及大量狩獵已屬瀕危的狐猴，于2010年7月30日的第三十四届世界遗产大会上被评选为瀕危世界遗产。雖然馬達加斯加政府已持續立法去限制非法的伐木活動，但根據紀錄仍然有極大量的稀有木材由馬島運往世界各地，非法伐木所得的木材仍然得到批文運往世界各地。這些對馬島獨有的生態系統構成的破壞將不易復原。

## 登录基准
该世界遗产被认为满足世界遺產登錄基準中的以下基準而予以登錄：
- （ix）在陆上、淡水、沿海及海洋生态系统及动植物群的演化与发展上，代表持续进行中的生态学及生物学过程的显著例子。
- （x）拥有最重要及显著的多元性生物自然生态栖息地，包含从保育或科学的角度来看，符合普世价值的濒临绝种动物种。